# 勿来町関田
勿来町関田（なこそまち せきた）は、福島県いわき市にある大字である。郵便番号は979-0146。

## 地理
いわき市南部の勿来地区に属する。北で錦町、南で勿来町九面、茨城県北茨城市関本町、西で勿来町窪田とそれぞれ隣接する。概ね市町村制以前の菊多郡関田村の流れを汲む地域である。太平洋に面し、地区中心部を流れる関田川や北端を流れる二級水系蛭田川水系障子川流域の平野部と西部の山間部を範囲とする。JR常磐線勿来駅を中心とした街道沿いや沿岸部を中心に市街地が広がる。西側の高台にはかつて勿来関置かれていたとされ、現在は関跡を中心とした公園が設置されている。植田町内に所在するいわき南警察署及び錦町に所在する勿来消防署がそれぞれ管轄にあたる。

### 主な字
字
複数の字を持つが、地名の表記に「字」の文字は使用されない。
- 行屋前
- 寺下
- 北作
- 宮前
- 入田羽

- 滝沢
- 堀切
- 和久
- 北町
- 南町

- 御城前
- 浜田
- 飯ノ辺前
- 須賀
- 尖島

- 障子川
- 関山
- 西一丁目
- 西二丁目

### 河川
- 関本川
- 障子川（二級水系蛭田川水系）

## 歴史
- 1879年1月27日 - 平藩領関田村が福島県内における郡区町村制の施行により菊多郡の村となる[4]。
- 1889年4月1日 - 町村制の施行により関田村が窪田村、白米村、九面村、酒井村、大高村、四沢村と合併し、菊多郡窪田村が新たに発足する。り、旧関田村域は窪田村の大字となる[4]。
- 1896年4月1日 - 菊多郡と周辺郡との合併により石城郡が発足し、石城郡窪田村となる[4]。
- 1925年5月1日 - 窪田村が町制施行し、勿来町となる[4]。
- 1955年4月29日 - 勿来町が山田村、植田町、川部村、錦町と合併、勿来市が新たに発足し、勿来市の大字となる[4]。
- 1966年10月1日 - 勿来市が平市・常磐市・内郷市・磐城市、石城郡小川町・遠野町・四倉町・川前村・田人村・好間村・三和村、双葉郡久之浜町・大久村と合併しいわき市となり、いわき市勿来地区の大字となる[4]。

## 世帯数と人口
2023年10月31日現在の世帯数と人口は以下の通りである。
| 大字       | 世帯数   | 人口   |
| ---------- | -------- | ------ |
| 勿来町関田 | 1004世帯 | 2206人 |

## 小・中学校の学区
市立小・中学校に通う場合、学区は以下の通りとなる。
| 番地 | 小学校                   | 中学校                   |
| ---- | ------------------------ | ------------------------ |
| 全域 | いわき市立勿来第二小学校 | いわき市立勿来第二中学校 |

## 交通

### 鉄道
- JR常磐線
  - 勿来駅

### 道路
- 国道6号
- いわき市道窪田関田線（旧国道289号）

## 施設
- いわき市立勿来第二中学校
- いわき市立勿来第二小学校
- 勿来海水浴場
- 勿来の関公園
  - 勿来関跡
  - 勿来関文学歴史館
  - 吹風殿
- マルト 勿来駅前店
- 太平洋健康センター勿来温泉関の湯